# Temnora argyropeza
Temnora argyropeza là một loài bướm đêm thuộc họ Sphingidae. Loài này có ở Madagascar.
Nó rất giống loài Temnora marginata marginata.